# Lưu Tỵ
Lưu Tị (Trung văn giản thể: 刘濞, phồn thể: 劉濞, bính âm: Liú Pì, 216 TCN-154 TCN), hay Ngô vương Tị (吳王濞), là tông thất nhà Hán, vua của nước Ngô, chư hầu nhà Hán trong lịch sử Trung Quốc. Ông là người khởi xướng loạn bảy nước năm 154 TCN nhưng thất bại và bị giết.

## Thân thế
Cha của Lưu Tị là Lưu Trọng (Lưu Hỉ), con trai thứ hai của Lưu Thái Công, thái thượng hoàng nhà Hán và là anh của Hán Cao Tổ Lưu Bang. Năm thứ bảy đời Hán Cao Tổ đã phong Lưu Trọng làm Đại vương, Lưu Tị cũng được phong làm Bái hầu. Tuy nhiên sau đó quân Hung Nô sang xâm lấn, Lưu Trọng không chống lại, phải chạy sang Lạc Dương. Hán Cao Tổ nể tình là cốt nhục nên không giết, chỉ phế làm Cáp Dương Hầu. Năm 193 TCN, Lưu Trọng mất khi Lưu Tị đã thụ phong ở đất Ngô nên được tôn thụy hiệu là Khoảnh vương.
Sử ký ghi lại rằng Lưu Tị là người dũng mãnh và có dã tâm lớn, có nét giống với Hán Cao Tổ.

## Thụ phong ở đất Ngô
Năm 196 TCN, Hoài Nam vương Anh Bố làm phản, đem quân vượt sông Hoài đánh vào nước Sở. Lưu Tị đi theo Hán Cao Tổ đánh Anh Bố, hai bên gặp nhau ở đất Tụy, Anh Bố thua trận bỏ chạy về Giang Nam, bị Trường Sa vương lừa giết. Lưu Tị có công đánh Anh Bố nên được Hán Cao Tổ phong làm Ngô vương, đóng ở Quảng Lăng, cai quản ba quận, 53 thành. Nước Ngô ở vị trí thuận lợi, có nhiều tài nguyên, đồng núi muối biển, dân cư đông đúc, kinh tế nhanh chóng phát triển mạnh.

## Xung đột với nhà Hán
Năm 174 TCN, con Lưu Tị là Ngô thế tử Lưu Hiền vào kinh đô triều kiến Hán Văn Đế, uống rượu đánh cờ với thái tử Khải. Hai bên xảy tranh chấp, Ngô thế tử tính cách thô bạo, không cung kính Hoàng Thái tử. Lưu Khải tức giận cầm bàn cờ đánh chết Ngô thế tử.
Hán Văn đế sai đem thi hài Ngô thế tử được bỏ vào quan tài mang về nước Ngô để chôn. Lưu Tỵ vô cùng căm giận nói rằng:
"Thiên hạ này là của chung một họ, đã chết ở Trường An thì chôn ở Trường An, hà tất đem về đây làm gì".
Rồi đem trả quan tài về Trường An chôn cất.
Ngô vương Tị từ đó sinh lòng oán hận triều đình, từ đó bỏ lễ phiên thần, cáo bệnh không triều kiến thiên tử. Trong triều nhiều người đoán được ý Ngô vương, nên thẩm vấn sứ giả nước Ngô. Ngô vương Tị hay tin có ý lo sợ, sai sứ đến triều kiến. Cùng lúc đó có người hỏi Ngô sứ giả về bệnh của Ngô vương, sứ giả nói thật với triều đình là Ngô vương không có bệnh. Hán Văn Đế muốn làm dịu tình hình, không trách tội Ngô vương không triều kiến, lại gửi sứ giả mang về cho Ngô vương chiếc ghế ngồi và gậy chống, vì Ngô vương đã cao tuổi nên vua chuẩn cho không cần vào triều. Ngô vương Tị từ bấy giờ lo sợ, nảy sinh ý định làm phản.
Tiều Thố là người nhà của thái tử Lưu Khải, được trọng dụng, tâu với Hán Văn đế trị tội Ngô vương nhưng Văn đế không nỡ phạt. Tiều Thố lại có kiến nghị cắt đất phong của hai nước Ngô, Sở nhưng Văn đế không nghe. Ngô vương Lưu Tị từ bấy giờ bỏ vào triều suốt 20 năm.

## Khởi loạn bảy nước
Năm 157 TCN, Hán Văn đế qua đời, thái tử Lưu Khải lên nối ngôi, tức Hán Cảnh đế. Cảnh đế phong Tiều Thố làm Ngự sử. Tiều Thố muốn triệt bỏ thế lực của Ngô vương và Sở vương, tâu với Hán Cảnh đế:
"Lúc Cao Đế mới bình thiên hạ, các em có ít, con thì nhược, sau phong con trưởng là Tề Điệu Huệ vương hơn 70 thành, em là Sở Nguyên vương hơn 40 thành, lại phong cho con anh là Ngô vương hơn 50 thành. Ba nước được phong đất quá nhiều đã chia thiên hạ làm đôi mất. Nay Ngô vương oán giận cái chết của con, đã lâu không vào triều, theo pháp thì phải giết đi, nhưng tiên đế không nỡ làm, lại ban cho ghế trượng. Cái ơn đó là quá hậu. Nay Ngô vương dụ vong nhân thiên hạ để mưu đồ tác loạn. Nếu tước đất đi thì Ngô vương sẽ phản, mà không tước thì cũng phản. Chi bằng tước đi thì là họa nhỏ, không tước sẽ thành đại họa."
Mùa đông năm 155 TCN, Sở vương Lưu Mậu vào triều kiến thiên tử. Tiều Thố lấy cớ Sở vương trước đây vô lễ với Bạc thái hoàng thái hậu, xin Cảnh đế giết đi. Hán Cảnh đế tuy không giết nhưng cắt mất quận Đông Hải của Sở, lại tước Dự Chương, Cối Kê của nước Ngô. Trong khi đó Triệu vương Lưu Toại và Giao Tây vương Lưu Ngang cũng bị cắt đất Thường Sơn và Lục Huyền.
Ngay sau đó, triều thần tiếp tục kiến nghị tước thêm đất của Ngô vương. Ngô vương Tị hoảng sợ sau này sẽ bị mất hết đất đai quyền hành nên quyết định làm phản.
Ngô vương Tị nghe tiếng Giao Tây vương Lưu Ngang dũng mãnh thiện chiến, chư hầu thường nể sợ, sai đại phu Ưng Cao kêu gọi Lưu Ngang cùng làm phản. Sau đó Lưu Tị đích thân đến gặp Lưu Ngang ước hẹn kế hoạch tây tiến.
Quần thần Giao Tây biết ý đồ của Lưu Ngang, khuyên không nên làm phản, vì thế lực chư hầu yếu hơn thiên tử; giả sử thành công lại dễ dẫn đến tranh chấp thiên hạ giữa Ngô và Giao Tây. Lưu Ngang không nghe, hợp tác với Lưu Tị. Ngoài ra Lưu Tị còn mời thêm các nước Sở, Tề, Tri Xuyên, Giao Đông, Tế Nam, Tế Bắc, Triệu ước hẹn cùng làm phản.
Không lâu sau, lệnh tước đất các đất Dự Chương, Cối Kê của Ngô từ Tràng An ban ra. Bảy nước chư hầu tức giận, bắt đầu khởi binh tiến về phía Tây. Tề Hiếu vương lúc đầu định theo bảy nước, nhưng sau nghe quần thần can nên không theo nữa, uống thuộc độc tự sát.

## Ép vua Hán giết Tiều Thố
Lưu Tị công bố hịch văn, giương cao khẩu hiệu diệt trừ gian thần Tiều Thố, "thanh quân trắc" (làm sạch chỗ cạnh vua) bố cáo cho thiên hạ biết. Ngô vương Tỵ hiệu triệu thêm hai nước Mân Việt và Đông Việt cùng tham gia; Triệu vương Toại sai sứ sang Hung Nô xin cấp quân trợ giúp.
Sau khi tập hợp đủ binh lực, Ngô vương Tị giết hết các quan lại nhà Hán phản đối mình từ thái thú trở xuống và ra lệnh tổng động viên trong nước, nói rằng mình đã 60 tuổi, người con trai út lên 16, do đó huy động đàn ông trong nước Ngô từ 16 đến 60 tuổi phải ra trận đi đánh Hán. Tổng số quân Ngô huy động được hơn 20 vạn người. Ngô vương khởi binh ở Quảng Lăng, rồi tây tiến đến đất Hoài thì gặp quân Sở, viết thư cho triệu tập các chư hầu. Ngô vương có một môn khách là Chu Khâu, người Hạ Bì, dùng mưu cầm cờ tiết nhà Hán về quê, lấy danh nghĩa là sứ giả nhà Hán triệu tập huyện lệnh. Khi huyện lệnh đến nơi, Chu Khâu liền chém chết và tập hợp gia tộc lại, kêu gọi mọi người hàng Ngô. Toàn bộ thành Hạ Bì nghe theo, bèn đầu hàng Lưu Tỵ.
Chu Khâu tập hợp được 3 vạn quân, sai người báo với Ngô vương và tiến đánh lên phía bắc. Chu Khâu tiến đến Thành Dương, đại phá quân Hán tại đây, lực lượng đã lên đến 10 vạn người.
Hán Cảnh Đế lo lắng thế lực bảy chư hầu. Tiều Thố vốn giám sát và hạch tội các quan đại thần và chư hầu, do đó bị nhiều người oán hận, trong đó có Viên Áng. Ngô vương lại đút lót của cải cho Viên Áng nên Áng tâu với Cảnh Đế rằng Lưu Tỵ sẽ không làm phản. Tiều Thố tố cáo Áng nhận đút lót của với Cảnh Đế. Cảnh Đế không giết Viên Áng mà chỉ hạ lệnh cách chức, phế làm thứ dân.
Sau khi 7 nước làm phản, Tiều Thố bàn nên bắt Viên Áng nhưng có người đi báo cho Viên Áng biết. Viên Áng bèn đến cầu cạnh xin Đậu Anh (cháu Đậu thái hậu) cứu giúp. Theo lời Đậu Anh, Hán Cảnh Đế triệu tập Viên Áng khuyên Hán Cảnh Đế nên bắt giết Tiều Thố thì quân chư hầu sẽ lui, vì chư hầu chỉ oán một mình Tiều Thố.
Cảnh Đế trong tình hình nguy cấp, vội vã nghe theo Viên Áng, bèn sai viên trung úy triệu kiến Tiều Thố. Tiều Thố đến nơi, quân lính lập tức bắt giữ và chém ngang lưng ở chợ Đông.
Hán Cảnh Đế sai Viên Áng làm thái thường, cùng Đức hầu Lưu Thông là người từng quen biết với Ngô vương Tị lãnh trách nhiệm sứ giả đi báo với Ngô vương việc giết Tiều Thố và phục lại đất đai cho chư hầu.
Lưu Thông và Viên Áng đến nơi, lệnh cho Ngô vương Tị quỳ tiếp chỉ. Ngô vương cười lớn nói rằng:
"Ta bây giờ đã là hoàng đế phía đông, chẳng lẽ còn phải lạy người khác hay sao?"
Rồi Ngô vương không những không lui binh mà bắt luôn Viên Áng, ép phải theo mình làm phản. Viên Áng không nghe theo. Ngô vương định giết Áng, nhưng nhân lúc đêm tối, Áng trốn thoát được ra ngoài, tìm đến trại quân Lương và trở về báo lại cho Hán Cảnh Đế. Hán Cảnh đế sai Chu Á Phu làm Thái úy ra trận đánh Ngô. Chu Á Phu tiến lên trấn giữ Xương Ấp, xây đồn lũy phòng thủ, cắt đứt đường liên lạc giữa quân Ngô, Sở và quân 4 nước đang vây đánh Tề; bỏ mặc quân nước Lương giao chiến với quân Ngô, khiến quân Ngô bị hao tổn sức lực.

## Đánh Lương và Hán
Quân Ngô và Sở bao vây nước Lương trong khi bốn nước khác đánh Tề. Quân Ngô-Sở tiến tới đất Hoài, đánh bại quân Hán ở Cức Bích. Lương vương Lưu Vũ sai 6 viên tướng ra chống cự nhưng bị đánh bại, sau dùng Hàn An Quốc và Trương Vũ làm tướng ra trận, đánh thắng quân Ngô được mấy lần.
Quân Ngô vây đánh nước Lương không hạ được. Ngô vương Tị muốn tiến vào Trường An nhưng vì chưa hạ được nước Lương nên không dám bỏ thành tây tiến vì sợ bị truy kích. Vì vậy Ngô vương bỏ nước Lương, quay sang đánh Hán. Hai bên giao chiến ở Hạ Ấp. Chu Á Phu cắt đứt đường vận chuyển của quân Ngô rồi giữ vững trận thế không giao chiến, mặc cho quân Ngô khiêu chiến nhiều lần.

## Thất bại và bị giết
Nhân lúc quân Ngô, Sở dao động vì thiếu lương, Á Phu mang đại quân phản kích. Quân Ngô, Sở bị đói không còn sức chiến đấu, nhanh chóng bị thua tan tác. Quân Ngô phần lớn đầu hàng Hán và Lương.
Ngô vương Tỵ bỏ chạy qua sông Trường Giang, đến Đang Đồ, có ý giữ Đông Việt để thế thủ. Có hơn 1 vạn quân Đông Việt, Lưu Tỵ sai người đi thu thập tàn quân.
Triều đình treo giải thưởng 1000 cân vàng cho ai lấy được đầu Lưu Tị và sai sứ giả đến Đông Việt thuyết phục giết Ngô vương. Người Đông Việt bèn lừa Ngô vương, dụ ra ủy lạo quân sĩ rồi sai người hành thích giết chết Ngô vương, sai người cắt đầu ngày đêm mang về Trường An dâng Hán Cảnh Đế. Ít lâu sau, quân Hán tiến đánh các chư hầu còn lại, chấm dứt loạn bảy nước.
Lưu Tỵ ở ngôi Ngô vương 42 năm, thọ 63 tuổi. Hán Cảnh đế lúc đầu định lập em ông là Đức hầu làm Ngô vương nhưng sau đổi ý, phế bỏ nước Ngô, sáp nhập vào nhà Hán. Nước Ngô bị diệt vong.

## Gia đình
- Ông nội: Lưu Thái Công
- Bà nội: Chiêu Linh phu nhân
- Cha: Lưu Trọng
- Anh em:
  - Đức hầu Lưu Quảng
- Con cái
  - Lưu Hiền (bị Hán Cảnh đế đánh chết)
  - Lưu Tử Hoa
  - Lưu Câu